# 456 (tal)
456 är det naturliga talet som följer 455 och som följs av 457.

## Inom vetenskapen
- 456 Abnoba, en asteroid.

## Inom matematiken
- 456 är ett jämnt tal.
- 456 är ett sammansatt tal.
- 456 är ett praktiskt tal
- 456 är ett centrerat pentagontal.[1]
- 456 är ett oktodekagontal
- 456 är ett ikosaedertal
- 456 är ett Heptagonalt pyramidtal